# Drągowski
Drągowski – polskie nazwisko. Na początku lat 90. XX wieku w Polsce nosiły je 1018 osoby, według nowszych, internetowych danych noszą je 442 osoby. Nazwisko pochodzi od słowa drąg i jest najbardziej rozpowszechnione w północno-wschodniej Polsce.

## Znane osoby noszące to nazwisko
- Adam Drągowski (XVIII wiek) – konsyliarz konfederacji targowickiej;
- Bartłomiej Drągowski (ur. 1997) – polski piłkarz;
- Jakub Drągowski (XVIII wiek) – członek stanu rycerskiego I Rzeczypospolitej;
- Ryszard Drągowski (1920–2009) – polski działacz turystyczny i ratownik górski.